# Псири

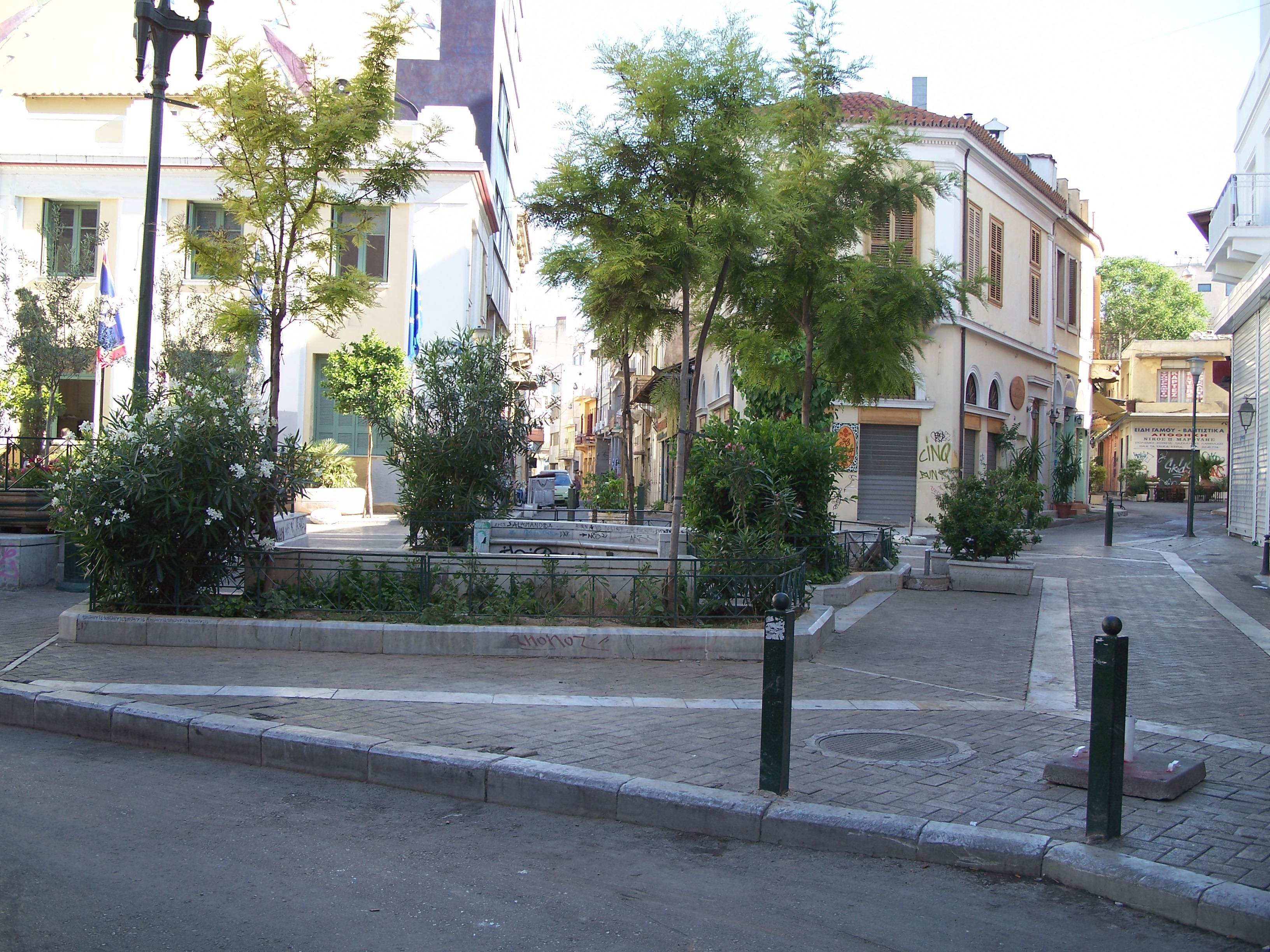
Площадь Героев, Псири

Псири́ (греч. Ψυρρή) — один из древнейших исторических районов Афин, расположенный в центре города. Район расположен между улицами Еврипида, Гераниу, Софокла, Афины, Эрму и пересечением улиц Пирея и Айос-Асоматон.
Сейчас район известен комфортабельными отелями, дорогими ресторанами. Наиболее известна площадь Героев (греч. πλατεία Ηρώων).

## История
Этимология названия района до сих пор остаётся дискуссионным вопросом. Считают, что слово греч. Ψυρή(ς) может происходить от др.-греч. Ψαριανός, а последнее — в свою очередь, от названия острова Псара в архипелаге Восточных Спорад.
Район Псири впервые упоминается в 1678 году в путевых записках Жакоба Спона и его друга Джорджа Веллера «A Journey into Greece in the Company of Dr. Spon of Lyons»: путешественники называют Псири одним из 8 афинских районов.
В период национально-освободительной войны Байрон останавливался в доме британского посла Теодороса Макриса. Среди других известных жителей Псири греческий археолог Кирьякос Питтакис, Иоаннис Карадзас и Александрос Пападиамандис.